# Gymnasium St. Leonhard
Das Gymnasium St. Leonhard in Aachen ist ein städtisches neusprachliches Gymnasium mit gebundenem Ganztag. Die Schule wurde 1625 von dem Orden der Sepulchrinerinnen als Höhere Töchterschule im Heilig-Grab-Kloster St. Leonhard in der Aachener Franzstraße gegründet, worauf sich auch ihr heutiger Name bezieht, und wurde 1946 in die Jesuitenstraße verlegt. Nach dem Durchlaufen mehrerer unterschiedlicher Schulformen wurde die Schule 1909 zum Mädchengymnasium und 1982 auch für Jungen geöffnet (Koedukation). Seit 2007 ist das Gymnasium dazu berechtigt, die Prüfungen zum International Baccalaureate anzubieten, und seit 2008 zertifiziert als CertiLingua-Schule sowie seit 2009 anerkannte Europaschule mit einem deutsch-französischen bilingualen Sprachenzug.

## Geschichte

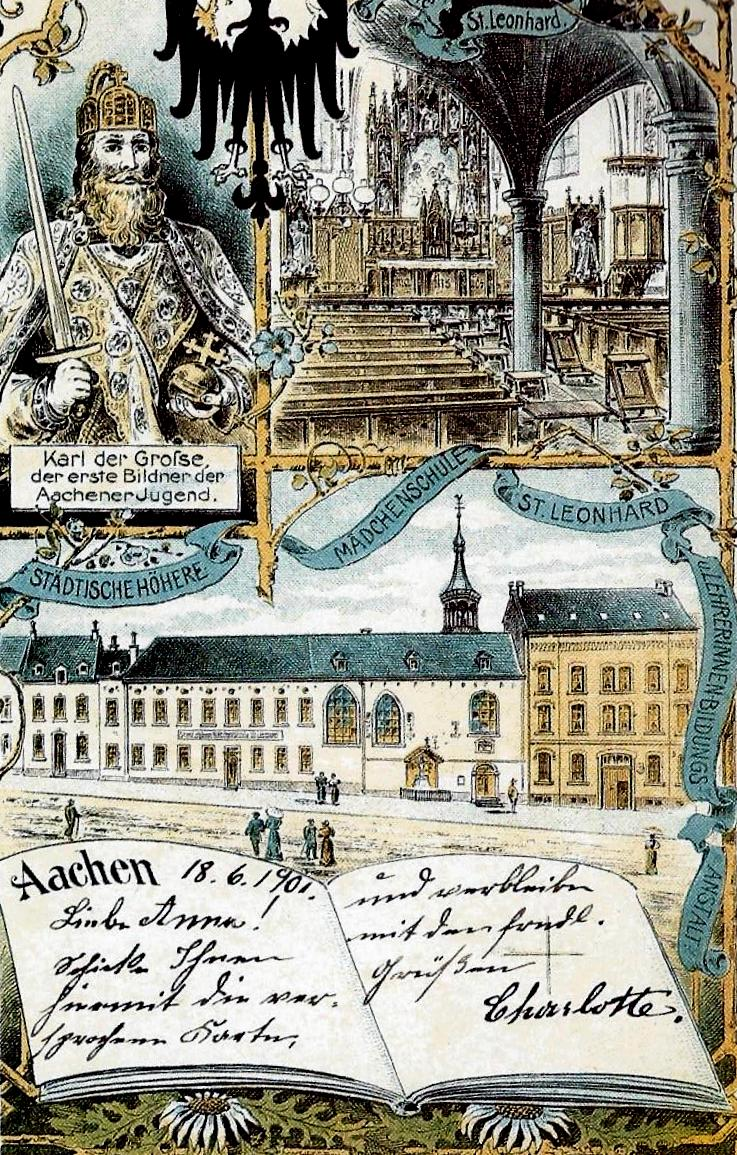
St. Leonhard-Kloster um 1900. Alte Postkarte mit Blick in die Kapelle

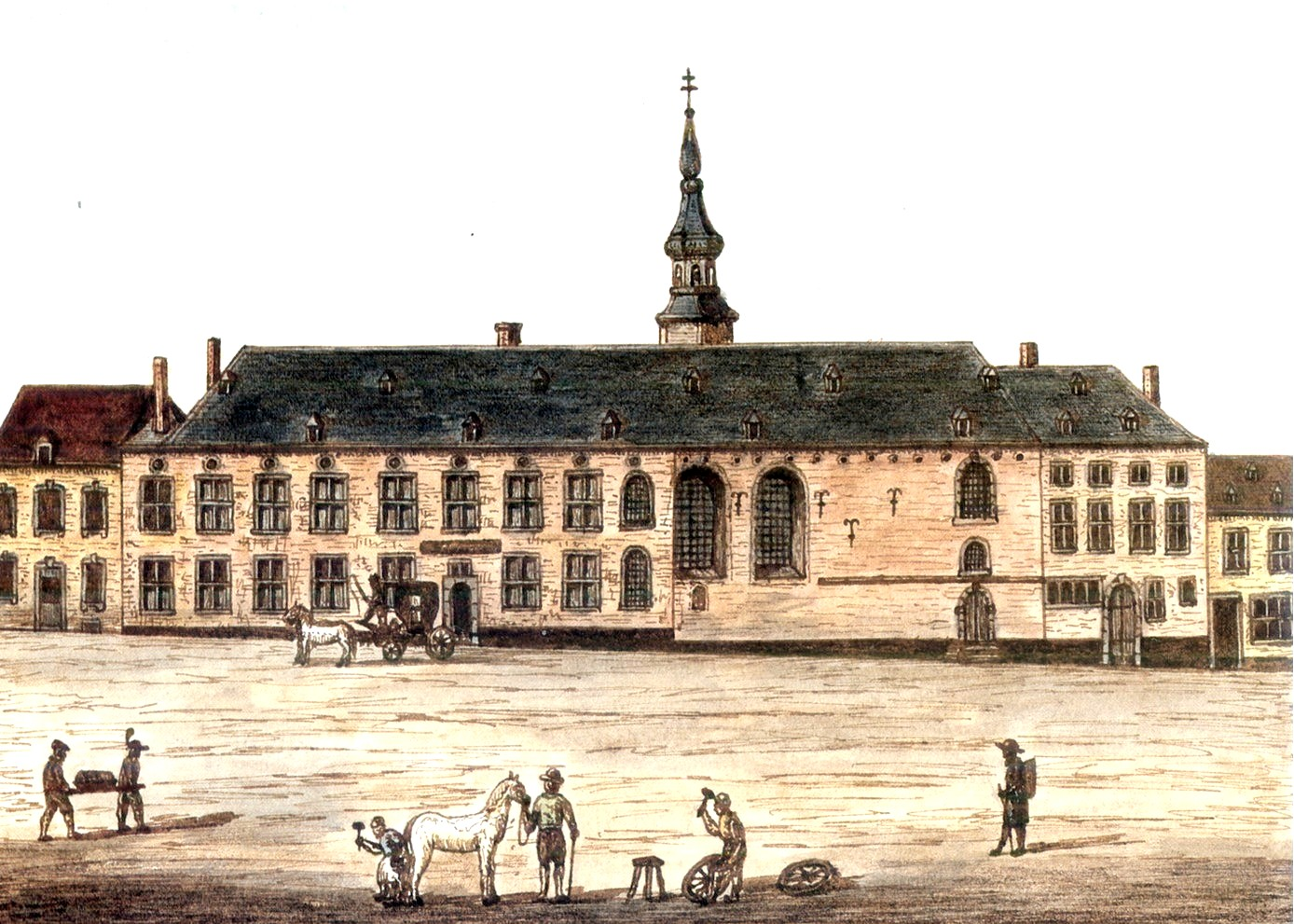
St. Leonhard-Kloster Franzstraße

Bereits im 13. Jahrhundert kamen die ersten Chorherren vom Heiligen Grab vom Kloster Denkendorf nach Aachen und richteten in der damaligen Burtscheider Straße, heute Franzstraße, ein Kloster ein, das sie dem hl. Leonhard geweiht hatten. Am 23. November 1625 verkauften die Chorherren das Kloster an ihre Chorschwestern, die Sepulchrinerinnen aus Visé, die dort eine höhere Töchterschule mit angeschlossenem Pensionat gründeten. Zweck dieser Einrichtung war es, der weiblichen Stadtjugend Unterricht im Lesen, Schreiben, Rechnen sowie in der französischen Sprache und in Handarbeit zu vermitteln. Für den Religionsunterricht und die Gottesdienste standen Patres aus der Jesuiten-Kommunität Aachen zur Verfügung.
Im Oktober 1634 geriet durch Nachlässigkeit in der hauseigenen Backstube das Kloster in Brand und konnte erst ab dem Jahr 1644 wieder aufgebaut werden, nachdem bis dahin genügend Spenden eingegangen waren. Zwischenzeitlich bewohnten die Schwestern vier Nachbarhäuser, die sich im Besitz der Abtei Burtscheid befanden und in deren Räumlichkeiten sie auch ihren Unterricht abhalten konnten. Schließlich wurde 1662 der Wiederaufbau des Klosters in Abschnitten fertig gestellt und bis 1668 folgten sowohl das Refektorium, als auch verschiedene Arbeitszimmer und der Garten. In den Hochaltar der Kirche wurde ein wertvolles Gemälde von Caspar de Crayer aus Antwerpen, das die Geburt Christi darstellte eingefügt.
Zur Eigenversorgung erwarb das Kloster im Laufe der Jahre verschiedene Landgüter in der Umgebung, darunter in den Spanischen Niederlanden im Hauseter Busch bei Hauset und das Ravenhaus in Raeren, die sie in den 1750er-Jahren laut Ratsbeschluss des Herzogtums Limburg verkaufen mussten, sowie ein Gut in Morsbach bei Würselen.
Nach dem Einmarsch der Franzosen im Jahr 1794 wurde auch wegen der Unterrichtung in französischer Sprache der Schulbereich des Klosters beibehalten, das Kloster selbst jedoch im Jahr 1802 säkularisiert. Während dieser Zeit erhielt die Schule großen Zulauf und es wurden vor allem Töchter aus den höheren und mittleren Ständen erzogen und unterrichtet.
Mit der Übernahme durch die preußische Verwaltung im Jahr 1815 gingen die Belegungszahlen zunächst zurück. Aufgrund dessen wurde die Schule am 2. Juli 1827 neu aufgestellt und erhielt neben dem bestehenden Pensionat eine Elementar- und eine städtische Real-Töchterschule, beide in zwei Klassen abgeteilt. In diesen Jahren unterrichtete von 1827 bis 1833 die religiöse Dichterin Luise Hensel an der Schule, für die im Jahr 1912 eine Gedenktafel am Schulgebäude aufgestellt wurde.
Schließlich kamen 1848 einige Ursulinenschwestern vom Kloster Kalvarienberg in Ahrweiler nach Aachen und übernahmen bis zu ihrer Ausweisung im Jahr 1878 infolge des Kulturkampfes die Leitung der Schule und reaktivierten das ehemalige Kloster. In dieser Zeit erlebte die Schule einen enormen Aufschwung und eine neue Gliederung. Die Ursulinen führten unter anderem 1855 die Ausbildung zur Volksschullehrerin ein und gaben vorbereitende Kurse für den höheren Schuldienst. In den 1870er-Jahren betreuten sie in der Regelschule rund 60 Pensionats-Mädchen und rund 500 Tagesschülerinnen aus der Umgebung. Darüber hinaus unterrichteten sie etwa 80 Mädchen in einer neu eingerichteten „Fabrikschule“ und rund 100 in einer „Armen-Bewahrschule“ sowie rund 200 Schülerinnen aus ärmeren Familien aus dem Einzugsgebiet der Pfarre St. Michael, heute St. Michael-St. Dimitrios in Aachen.
In den 1890er-Jahren wurde das Pensionat aufgelöst und in eine städtische Schule ausschließlich für Höhere Töchter umgewandelt. Am 26. Juli 1909 erhielt St. Leonhard den Status eines Lyzeums, dem 1916 eine weitere Frauenoberschule angegliedert wurde.
Die Zeit des Nationalsozialismus hinterließ auch am St. Leonhard deutliche Spuren. Zunächst wurden 1933 zahlreiche „undeutsche“ Bücher aus der Schulbücherei verbrannt und die Fächer Vererbungslehre, Rassenkunde, Rassenhygiene und Bevölkerungspolitik eingeführt sowie ein Jahr später so genannte Nichtarier aus der Schule bzw. aus dem Schuldienst entlassen. Im Zuge der Gleichschaltung von Schulen durch das NS-Regime kam es am 1. April 1936 zum Zusammenschluss mit der Viktoriaschule und es entstand das „Städtische Oberlyzeum mit dreijähriger Frauenschule“, das von den Aachenern provokant „Sankt Levi“ genannt wurde. Während der zahlreichen Bombenangriffe im Zweiten Weltkrieg wurde 1943 das Schulgebäude durch Brandbomben schwer beschädigt und 1944 zerstört. In diesen Jahren fand der Unterricht so weit wie möglich an verschiedenen Orten statt, teilweise im St. Ursula Gymnasium auf Bergdriesch, teilweise in den Räumen der Viktoriaschule oder in der Kgl. Baugewerkeschule am Blücherplatz sowie in Kellern und Bunkern und schließlich infolge der Evakuierung 1944 in Arnheim und Nijmegen.
Nach Kriegsende waren die alten Schulgebäude in der Franzstraße völlig zerstört und das St. Leonhard nahm daraufhin seinen Unterrichtsbetrieb am 15. November 1945 in den Räumen der vormaligen Hindenburgschule, des nunmehrigen Couven-Gymnasiums in der Vinzenzstraße wieder auf. Ein halbes Jahr später zu Pfingsten 1946 wurde dem St. Leonhard von der Stadt Aachen das Schulgebäude des vormaligen Realgymnasiums und späteren Rhein-Maas-Gymnasiums Aachen in der Jesuitenstraße zur Verfügung gestellt, das sich seinerseits nach einem Neubau umsah.
Ab November 1950 erhielt die St. Leonhard den Status eines „Neusprachlichen Gymnasiums mit Frauenoberschule“. Obwohl Englisch als die erste, Latein als die zweite und Französisch als die dritte Fremdsprache vorgegeben war, erhielt das Gymnasium im Jahr 1962 eine Ausnahmegenehmigung vom Land Nordrhein-Westfalen, mit der Französisch als erste und Englisch als dritte Fremdsprache unterrichtet werden durfte. Die Städtepartnerschaft Aachens mit Reims und die Schulpartnerschaften von St. Leonhard mit Partnerschulen in Lille, Reims und Straßburg führten in der Folge dazu, dass 1970 die offizielle Einrichtung des bilingualen Zweigs fester Bestandteil des Schulprofils wurde und im Sommer 1979 die ersten 10 Absolventinnen ihr bilinguales Abiturzeugnis in Empfang nehmen konnten.
Nachdem in den 1960er-Jahren das St. Leonhard zur größten Schule unter den Gymnasien Aachens herangewachsen war, musste aus Raumnot eine Klasse in der Volksschule am Fischmarkt untergebracht und auf dem Schulhof zusätzlich Pavillons errichtet werden. Im Jahr 1976 wurde die angegliederte Frauenoberschule aufgelöst und die Schule umbenannt in „Städtisches Mädchengymnasium St. Leonhard“. Gemäß Antrag von 1975 wurde im Jahr 1982 die Koedukation umgesetzt und erstmals Jungen in die Schule aufgenommen.

### Schulgebäude

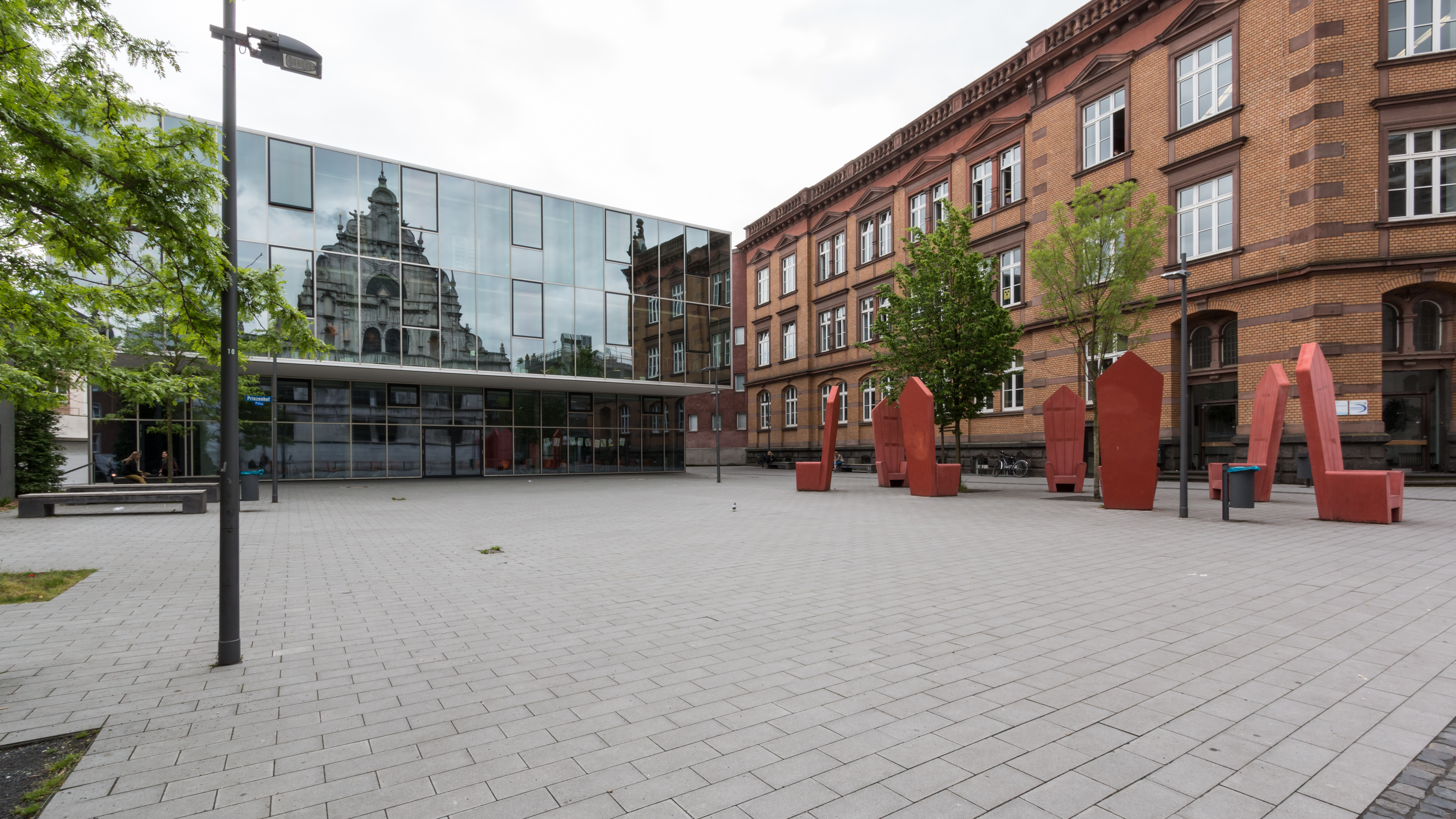
Hauptgebäude, Anbau und „Prinzenhof“ nach der Umgestaltung

Das 1945 übernommene Schulgebäude in der Jesuitenstraße wurde zwischen 1888 und 1891 als Realgymnasium nach Plänen des Architekten Joseph Laurent im Stil des Historismus erbaut. Nach dem dortigen Einzug des Leonhard-Gymnasiums im Jahr 1945 wurde das Schulgebäude während des laufenden Schulbetriebes mehrfach saniert, modernisiert und erweitert und erhielt 1949 ein neues Dach, ein Jahr später eine Turnhalle mit einer Aula, 1955 einen vergrößerten Schulhof, 1959 einen ersten Erweiterungsbau und 1960 eine neue Küche mit Speisesaal sowie einen Biologiesaal. Im Jahr 1969 wurde die Fassade erneuert und ein Jahr später wurden Räume für die Kunsterziehung, ein Turnraum, ein Materialraum, ein Sammlungsraum sowie ein Textilgestaltungsraum und ein Sprachlabor eingerichtet. In den 1980er-Jahren wurde der Altbau aus dem Jahr 1891 unter Denkmalschutz gestellt.
Nach dem Beschluss zur Einführung des Ganztagsbetriebes ab 2013 wurden weitere maßgebliche Um- und Ergänzungsbauarbeiten am Gymnasium erforderlich, darunter Neubauten für Fachklassen und eine Mensa sowie eine Umgestaltung des vormaligen „Brot-Schneider-Parkplatzes“ zu einem zusätzlichen öffentlichen autofreien Versammlungsplatz. Auf diesem innerstädtischen Parkplatz befand sich der so genannte „Prinzenhof“, eine dreiflügelige Stadtvilla der Familie von Goltstein. Diese Familie hatte 1656 das Haus erbauen lassen und im 18. Jahrhundert nach Plänen von Laurenz Mefferdatis ausgebaut. Nach den schweren Zerstörungen im Zweiten Weltkrieg wurde die Villa abgerissen und der Platz als Parkfläche umgestaltet. An den alten Hof erinnert heutzutage lediglich die benachbarte Prinzenhofstraße.
Besondere Aufmerksamkeit erlangt die komplett verglaste platzseitige Fassade des Neubaus, in der sich die dreieckige Giebelseite der dem Platz gegenüberliegenden Kirche St. Michael / St. Dimitrios widerspiegelt. Mit sieben purpurroten übergroßen Thronsitzen aus Betonwerkstein als Bezug zu Karl dem Großen sowie einzelne Solitärbäume mit weiteren Sitzgelegenheiten wurde der weiterhin öffentliche Platz als Schulumfeld entscheidend aufgewertet.
Die gesamten Baumaßnahmen fanden 2014 ihren Abschluss und wurden mit dem Schulbaupreis NRW 2013 sowie mit der „Anerkennung guter Bauten des BDA Aachen 2014“ gewürdigt.

## Schulprofil
Im Rahmen seiner Ausrichtung als neusprachliches Gymnasium ermöglicht das St. Leonhard neben der Schwerpunktsprache Französisch mit einem separaten deutsch-französischen DELF-Examen das Cambridge Certificate und das Certificaat Nederlands als Vreemde Taal (CNaVT) zu erwerben. Ebenso rückten in den letzten Jahren die MINT-Fächer in den Vordergrund und die Schule erhielt 2015 das Zertifikat als „MINT-freundliche Schule“. Darüber hinaus bietet das Gymnasium inner- und außerschulische Sonderprojekte, Arbeitsgemeinschaften oder Wettbewerbe an wie beispielsweise JuniorAkademie NRW, Jugend debattiert, Wettbewerb der Bundeszentrale für politische Bildung, Mathe-Camp der RWTH Aachen oder Känguru der Mathematik.
Das Schulprojekt „GLAS“ wurde im Jahr 2017 als beste Innovation des Jahres mit dem mit 5000 Euro dotierten ersten Preis in der Kategorie „Unterricht innovativ“ des Deutschen Lehrerpreises ausgezeichnet. „Glas“ steht dabei für die Anfangsbuchstaben der Teilnehmer: Gulpen, Leonhard, Aachen und Sophianum und hatte als Kernziel, Überlegungen dazu anzustellen, ob authentische Kommunikation im Fremdsprachenunterricht ohne Bücher, Workbooks und Kopien auch über große Entfernungen möglich gemacht werden kann.

### Leo-App
Im Jahr 2018 entwickelte eine Projektgruppe eines Informatik-Leistungskurses der Schule unter Aufsicht des Projekt/- und Kurslehrers Boris Meltzow die Schuleigene „LeoApp“. Für dieses Projekt belegten sie den ersten Platz im landesweiten Wettbewerb „DigiYou“.

## Schulpartnerschaften und Kooperationen (Auswahl)
- Channing-School in London
- Cisco Systems, NetAachen und regio-IT
- Collège St. Remi in  Reims
- Hochschule für Musik und Tanz Köln, Abteilung Aachen
- Lycée Libergier in Reims
- Lycée Kléber in Straßburg
- Sophianum Gulpen
- Westermann Gruppe

## Persönlichkeiten (Auswahl)
- Thomas Adamek (* 1991), Abitur 2010, Schauspieler
- Clara Fey (1815–1894), Ordensgründerin, Schülerin bei Luise Hensel
- Ulrike Franke (* 1987), Abitur 2006, Politikwissenschaftlerin und Publizistin
- Hermine Goossens (1878–1968), Bildhauerin und Keramikkünstlerin
- Luise Hensel (1798–1876), Lehrerin an der Höheren Töchterschule St. Leonhard von 1827 bis 1833
- Walter Kaemmerer (1897–1979), Lehrer vor 1961
- Pauline von Mallinckrodt (1817–1881), Ordensgründerin, Schülerin bei Luise Hensel
- Franziska Schervier (1819–1876), Ordensgründerin, Schülerin bei Luise Hensel
- Aegidius Johann Peter Joseph Scheuren (1774–1844), um 1800 Zeichenlehrer an der Höheren Töchterschule
- Maria Schmitz (1858–1945), um 1882 vier Jahre Lehrerin an der Höheren Töchterschule St. Leonhard
- Friedrich Thomas (1806–1879), als Nachfolger von Scheuren 30 Jahre lang Zeichenlehrer an der Höheren Töchterschule
- Heike Walpot (* 1960), Abitur 1980, Medizinerin und  Verkehrspilotin, Olympiateilnehmerin im Schwimmsport